# Montestruc-sur-Gers
Montestruc-sur-Gers este o comună în departamentul Gers din sudul Franței. În 2009 avea o populație de 707 de locuitori.

## Evoluția populației
| An        | 1975 | 1982 | 1990 | 1999 | 2006 | 2009 |
| --------- | ---- | ---- | ---- | ---- | ---- | ---- |
| Populație | 568  | 541  | 608  | 597  | 688  | 707  |